# 安德伍德山
68°8′S 49°21′E / 68.133°S 49.350°E
安德伍德山（英語：Mount Underwood）是南極洲的山峰，屬於奈伊山脈的一部分，處於弗雷特山以東3.7公里，以地球物理學家命名，現時由南極條約體系管理。